# Josip Škrabl
Josip Škrabl (* 28. Januar 1903 in Hum na Sutli, Krapinsko-zagorska županija; † 6. Juni 1973 in Celje) war ein jugoslawischer Radrennfahrer.

## Sportliche Laufbahn
Škrabl stammt aus dem kroatischen Teil des Landes. Er war Teilnehmer der Olympischen Sommerspiele 1928 in Amsterdam. Im olympischen Straßenrennen wurde er beim Sieg von Henry Hansen 53. Die jugoslawische Mannschaft belegte mit Škrabl, Josip Šolar, Antun Banek und Stjepan Ljubić in der Mannschaftswertung den 12. Platz.